# Dave England

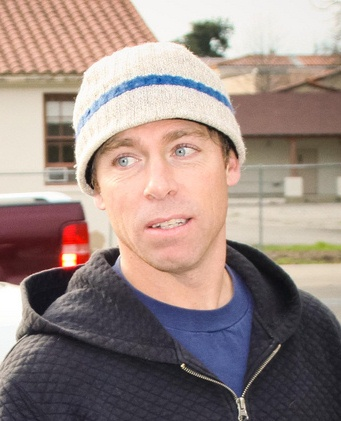
Dave England (2011)

Dave England (* 30. Dezember 1969 in Ventura, Kalifornien) ist ein US-amerikanischer Stuntman und früherer Profi-Snowboarder. Bekanntheit erlangte er als einer der Darsteller in der MTV-Serie Jackass und deren Filmablegern.
Dave England war früher ein professioneller Snowboarder und kam in mehreren Kingpin-Produktionen (unter anderem Bulletproof und Back in Black) vor. Er gründete die Snowboarding-Zeitschrift Skintight Magazine und arbeitete lange für das Blunt-Magazin.